# Francisco de Melo Coutinho

Escudo de armas de la familia Coutinho

Francisco de Melo Coutinho o simplemente Francisco Coutinho (1465-19 de febrero de 1530) era un noble portugués que se convirtió en el IV conde de Marialva y  por matrimonio en el conde consorte de Loulé y quien sirvió a la monarquía portuguesa durante el reinado de Juan II.

## Biografía
Francisco de Melo Coutinho había nacido en el año 1465 en el entonces Reino de Portugal, siendo hijo de Gonçalo Coutinho, II conde de Marialva y Beatriz de Melo, una dama noble, perteneciente a la nobleza portuguesa. A través de su madre, él era un descendiente de los reyes de Castilla y Portugal.
Por línea paterna también proviene de la casa real portuguesa, siendo descendiente de Diogo Afonso de Sousa, un caballero, que perteneció a la Orden de Cristo, y cuyo abuelo paterno fue el rey Afonso III. 
Sirvió a la monarquía lusitana durante el reinado de Juan III de Portugal.

## Matrimonio y descendencia
Francisco de Melo Coutinho se había unido en matrimonio con Beatriz de Meneses, condesa de Loulé, hija de Enrique de Meneses y Guiomar de Braganza. De este matrimonio nacieron dos hijos:
- Guiomar de Melo Coutinho se casó con el infante Fernando, duque de Guarda, quienes tuvieron dos hijos fallecidos en la niñez.
- Diego de Melo Coutinho (1488) se enlazó con Juana Carvalho (1495), quienes tuvieron un solo hijo:

- Domingo de Melo Coutinho y Carvalho (1521) quien con una tal N. Simões tuvieron una sola hija ilegítima:

- María Simões de Melo (1549) que contrajo matrimonio con Matías Nunes Cabral (1547) para concebir a tres hijas nacidas en la isla de Santa María de las Azores:

- Margarita Cabral de Melo (1570) que se casó con Amador Vaz de Alpoim (1568). Ambos con sus entonces cuatro hijos viajaron hacia el Gobierno General del Brasil y luego pasaron a la recientemente fundada ciudad de Buenos Aires, capital de la tenencia de gobierno homónima de la gobernación de Nueva Andalucía del Río de la Plata donde dejaron amplia descendencia.
- Ana Nunes Cabral (1573) casó con Antonio Pérez de Gouvea (1571).
- Inés Nunes Cabral de Melo (1575) casada con Gil González de Moura (ca. 1551).